# 멀리사 비야세뇨르
멀리사 비야세뇨르(Melissa Villaseñor, 1987년 10월 9일 ~ )는 미국의 배우, 스탠드업 코미디언이다. 2016년부터 《새터데이 나이트 라이브》(SNL)의 크루로서 활동하고 있다. 이외로 미국의 경연 프로그램 《아메리카 갓 탤런트》 시즌 6에 참가한 이력이 있다.

## 참여 작품

### 영화
- 주먹왕 랄프 2: 인터넷 속으로
- 토이 스토리 4
- 휴비의 핼러윈

### 텔레비전
- 아메리카 갓 탤런트
- 패밀리 가이
- 핀과 제이크의 어드벤처 타임
- 새터데이 나이트 라이브
- 그때 그 시절 패밀리
- OK K.O.! 내일은 히어로
- 배리 (드라마)
- 아메리칸 대드!
- 썸머 캠프 아일랜드
- 신비한 개구리 나라 앰피비아